# Chordifex ornatus
Chordifex ornatus är en gräsväxtart som först beskrevs av Ernst Gottlieb von Steudel, och fick sitt nu gällande namn av Barbara Gillian Briggs och Lawrence Alexander Sidney Johnson. Chordifex ornatus ingår i släktet Chordifex och familjen Restionaceae. Inga underarter finns listade i Catalogue of Life.